# Gone Wild
Gone Wild este un film românesc din 2012 regizat de Dan Curean. Rolurile principale au fost interpretate de actorii Ivan Mironov, Mugur Pop, Dochia Popescu.

## Distribuție
Distribuția filmului este alcătuită din:
- Dochia Popescu
- Mugur Pop
- Florin Piersic jr — voce comentariu
- Ivan Mironov